# Maurice Bonnet
Pour les articles homonymes, voir Maurice Bonnet (1928-2020) et Bonnet.
Maurice Bonnet, né le 18 avril 1907 à Asnières-sur-Seine et mort le 27 mars 1994 à Rabastens, est un photographe français spécialiste de l'autostéréoscopie ou de la photographie en relief à vision directe.

## Biographie
Né en 1907, cet autodidacte venant d'une famille de photographes se rend célèbre parmi les spécialistes de la photographie en relief pour ses travaux sur les procédés dits autostéréoscopiques, ou à réseau lenticulaire. Ceux-ci permettent de restituer une image en relief visible sans stéréoscope ou lunettes.
En 1931, Bonnet commence à modifier et à perfectionner la Photographie Intégrale de Gabriel Lippmann.
En 1937, il crée la société La Relièphographie pour commercialiser ses procédés, notamment sous la forme de publicités. En 1942, La Relièphographie ouvre un studio de portraits en relief avenue des Champs-Élysées à Paris et fait réaliser des appareils photographiques et des réseaux lenticulaires de haute précision pour la fabrication de photographies en relief.
Les portraits du studio des Champs-Élysées sont rapidement reconnus comme des chefs-d’œuvre de la photographie autostéréoscopique. Ils sont enregistrés avec un appareil photographique appelé l’O.P. 3000, qui se déplace devant le sujet en arc de cercle. Le renom de La Relièphographie lui permet de vendre son matériel à des photographes à travers le monde. Ainsi, aux États-Unis au début des années 1950, Paul Hesse et Harvey Prever créent des photographies à réseau lenticulaire pour promouvoir des films en relief.
Après la fermeture du studio de La Relièphographie au début des années 1950, Maurice Bonnet s’attache à développer des applications scientifiques de ses procédés. Dès 1939, le ministère des Armées et le CNRS s'étaient intéressés aux applications militaires possibles de ce procédé notamment dans le domaine de la photographie aérienne et de la cryptographie. En 1961, Bonnet entre au CNRS et crée le Laboratoire du film gaufré, rattaché en 1966 au Service des Inventions et de la recherche appliquée, puis à l’ANVAR. En France, les sociétés Publirama (1955-1961), Relieforama (1967-1972) et Formes et Espace (1970-vers 1977) exploitent ses procédés. Ses photographies sont présentées à l'Exposition universelle de 1967 de Montréal et à l'Exposition universelle de 1970 d’Osaka.
Maurice Bonnet prend sa retraite en 1988 et meurt en 1994 à l'âge de 87 ans.
Au cours de sa carrière, il dépose plus de 400 brevets.